# Thám tử lừng danh Conan: Viên đạn đỏ
Thám tử lừng danh Conan: Viên đạn đỏ (Nhật: 名探偵コナン 緋色の弾丸 Hepburn: Meitantei Konan: Hiiro no Dangan) là phim điện ảnh anime trinh thám của Nhật Bản năm 2021 do Nagaoka Chika đạo diễn và Sakurai Takeharu đảm nhiệm phần kịch bản. Đây là bộ phim thứ 24 trong loạt phim điện ảnh Thám tử lừng danh Conan, chuyển thể từ manga cùng tên của họa sĩ Aoyama Gōshō. Phim do hãng TMS/V1 Studio chịu trách nhiệm sản xuất và hãng Toho đảm nhiệm vai trò phân phối, với sự tham gia lồng tiếng của Takayama Minami trong vai Edogawa Conan, cùng với dàn diễn viên phụ gồm Tanaka Atsuko, Hidaka Noriko, Ikeda Shūichi, Morikawa Toshiyuki và Okiayu Ryōtarō. Phim lấy bối cảnh vào thời điểm Nhật Bản đang chuẩn bị cho sự kiện Thế vận hội thể thao thế giới tại Tokyo khi hàng loạt các nhà tài trợ sự kiện bị bắt cóc; đoàn tàu tuyến tính siêu dẫn ống chân không với tốc độ 1000 km/h mới ra mắt trở thành hiện trường hoàn hảo để kẻ gian thực hiện vụ án, khiến cả FBI lẫn gia đình Akai phải vào cuộc điều tra.
Thám tử lừng danh Conan: Viên đạn đỏ được khởi chiếu vào ngày 16 tháng 4 năm 2021 tại Nhật Bản, rời một năm so với ngày chiếu dự kiến ban đầu vào ngày 17 tháng 4 năm 2020 do những ảnh hưởng của đại dịch COVID-19. Tại Việt Nam, phim khởi chiếu từ ngày 23 tháng 4 năm 2021. Tác phẩm thu về hơn 90 triệu USD toàn cầu.

## Nội dung
Thám tử lừng danh Conan: Viên đạn đỏ với bối cảnh tập trung vào gia đình Akai. Gia đình Akai là một gia đình vô cùng đặc biệt, có sự ràng buộc nhất định với Tổ chức Áo Đen. Trong đó, Akai Shuichi là người anh cả đã thâm nhập thành công tổ chức này và được ông trùm đặt biệt danh Viên đạn bạc. Người anh thứ hai là Thất quán vương Haneda Shukichi, được gia đình giàu có Haneda nhận nuôi. Người em út là nữ thám tử trung học Sera Masumi. Và cuối cùng là bà mẹ bí ẩn Mary.
Lấy bối cảnh Nhật Bản đang tổ chức Thế vận hội thể thao thế giới (WSG) – sự kiện thể thao lớn nhất tại Tokyo – tương đương với Thế vận hội Mùa hè 2020 ngoài đời. Lúc này "Bullet Nhật Bản"- tàu tuyến tính siêu dẫn ống chân không đầu tiên trên thế giới, được chế tạo với công nghệ mới nhất của Nhật Bản được ra mắt đúng với thời gian diễn ra lễ khai mạc WSG.
Con tàu được thiết lập để chạy từ Ga Shin Nagoya đến ga Tokyo với tốc độ lên tới 1.000 km mỗi giờ (khoảng 600 dặm một giờ). Tuy nhiên, một sự việc kỳ lạ xảy ra trong một bữa tiệc được tổ chức bởi các nhà tài trợ lớn nổi tiếng, dẫn đến một loạt vụ bắt cóc các giám đốc điều hành hàng đầu. Và Conan đã xuất hiện ở đây suy ra một liên kết có thể xảy ra với các vụ bắt cóc hàng loạt trong WSG 15 năm trước ở Boston và có liên quan đến gia đình Akai Shuichi.

## Lồng tiếng
| Nhân vật            | Diễn viên lồng tiếng          | Diễn viên lồng tiếng |
| Nhân vật            | Nhật Bản                      | Việt Nam             |
| ------------------- | ----------------------------- | -------------------- |
| Edogawa Conan       | Takayama Minami               | Hoàng Sơn            |
| Kudō Shinichi       | Yamaguchi Kappei              | Hoàng Sơn            |
| Mōri Ran            | Wakana Yamazaki               | Thúy Hằng            |
| Mōri Kogoro         | Rikiya Koyama                 | Trần Vũ              |
| Agasa Hiroshi       | Kenichi Ogata                 | Chơn Nhơn            |
| Haibara Ai          | Megumi Hayashibara            | Ái Phương            |
| Yoshida Ayumi       | Yukiko Iwai                   | Kim Ngọc             |
| Tsuburaya Mitsuhiko | Ikue Ōtani                    | Chánh Tín            |
| Kojima Genta        | Wataru Takagi                 | Hoàng Trí            |
| Yaiba Kamen         | Wataru Takagi                 | Hoàng Khuyết         |
| Takagi Wataru       | Wataru Takagi                 | Quang Tuyên          |
| Suzuki Shiro        | Fumio Matsuoka                | Quang Tuyên          |
| Suzuki Sonoko       | Matsui Naoko                  | Ngọc Quyên           |
| Suzuki Tomoko       | Hitotsuyanagi Miru            | Huyền Trang          |
| Sato Miwako         | Atsuko Yuya                   | Huyền Trang          |
| Miike Naeko         | Tanaka Rie                    | Thùy Tiên            |
| Thanh tra Megure    | Chafurin                      | Kiêm Tiến            |
| Miyamoto Yumi       | Yu Sugimoto                   | Thanh Lộc            |
| Okiya Subaru        | Ryōtarō Okiayu                | Hoài Bảo             |
| Akai Shuichi        | Shūichi Ikeda                 | Trường Tân           |
| Sera Masumi         | Noriko Hidaka                 | Ngọc Châu            |
| Sera Mary           | Atsuko Tanaka                 | Kim Phước            |
| Haneda Shukichi     | Toshiyuki Morikawa            | Tuấn Anh             |
| André Camel         | Kiyoyuki Yanada               | Tuấn Anh             |
| James Black         | Takaya Hashi                  | Hạnh Phúc            |
| Jodie Starling      | Miyuki Ichijou                | Linh Phương          |
| Inoue Osamu         | Kenichi Suzumura              | Thiện Trung          |
| Ellie Ishioka       | Minami Hamabe                 | Thu Hiền             |
| Shirahato Maiko     | Aya Hirano                    | Hoài Thương          |
| John Boyd           | Taiten Kusunoki và Ryan Drees | Minh Vũ              |
| Alan Mackenzie      | Charles Glover                | Anh Tuấn             |
| Chú lễ              | Takeda Hada                   | Minh Triết           |
| Người lái tàu       | Ugaki Hidenari                | Phúc Minh            |
| Ý tá trưởng         | Kasahara Rumi                 | Bá Nghị              |
| Cảnh sát            | Majima Junji                  | Gia Trí              |
| Nhạc trưởng         | Sakazume Takayuki             | Triệu Phương         |
| Tracy Morgan        | Rowe Jeffrey                  | Trí Luân             |
| Nhân viên khách sạn | Kobayashi Yosuke              | Tuyết Nhung          |
| Cô gái              | Namiki Ayaka                  | Thu Huyền            |
| Cảnh sát đặc biệt   | Gomi Koichi                   | Tiến Đạt             |

## Sản xuất

### Âm nhạc
Eien no Fuzai shoumei
- Trình bày: Tokyo Jihen
- Ngày phát hành: Ngày 29 tháng 2 năm 2020
- Hãng thu âm: UNIVERSAL MUSIC

## Phát hành
Phim được dự kiến phát hành vào ngày 17 tháng 4 năm 2020, tuy nhiên do mối lo ngại ảnh hưởng từ đại dịch COVID-19, vào ngày 3 tháng 4, trang chủ chính thức của phim thông báo ngày phát hành bị trì hoãn vô thời hạn, tới ngày 6 tháng 8 đã có thông báo rằng phim sẽ chiếu vào tháng 4 năm 2021. Và hiện tại ngày phát hành mới là 16 tháng 4 năm 2021.
Ngày 10 tháng 2 năm 2021, Toho thông báo rằng sẽ có 22 quốc gia và vùng lãnh thổ sẽ phát sóng bộ phim tại các rạp cùng lúc với Nhật Bản (tức là vào ngày 16 tháng 4 năm 2021), trong đó có Việt Nam. Về sau, Bộ phim chính thức ra rạp tại Việt Nam từ ngày 23 tháng 4 năm 2021.

### Quảng bá
Ngày 20 tháng 1 năm 2021, trang web chính thức của loạt phim điện ảnh Thám tử lừng danh Conan cho biết một bộ phim tổng hợp lại các cảnh hoạt hình từ nhiều tập anime truyền hình đã phát hành trước đó mang tựa đề Thám tử lừng danh Conan: Chứng cứ đỏ sẽ được công chiếu từ ngày 11 tháng 2 năm 2021, với nội dung trung tâm là gia đình Akai, cùng với phần lời dẫn truyện do Takayama Minami thu âm mới lại hoàn toàn.
Bốn tập anime 779 đến 783 thuộc vụ án "Sự trở lại của màu đỏ" được chiếu lại từ ngày 20 tháng 3 năm 2021. Tập anime 1002 mang tên "Beika shōten-gai dasutomisuterī", vốn được coi là phần tiền truyện của Thám tử lừng danh Conan: Viên đạn đỏ, được phát sóng vào ngày 17 tháng 4 năm 2021, một ngày sau khi bộ phim chính thức ra rạp tại Nhật Bản. Tập anime này ban đầu dự kiến phát sóng vào ngày 18 tháng 4 năm 2020 làm tập phim thứ 975, tuy nhiên sau đó đã phải thay đổi ngày phát sóng để phù hợp với ngày công chiếu mới của phim điện ảnh.